# Спасское (Ленинский район)
Спасское — деревня  в Ленинском городском округе Московской области России.

## Расположение
Деревня Спасское находится у западной границы города Видное. Рядом протекает река Битца, на которой устроен большой пруд.

## Население
| 2002 | 2006 | 2010 |
| ---- | ---- | ---- |
| 77   | ↘59  | ↗92  |

В XIX веке деревня Спасская входила в состав Сухановской волости Подольского уезда. В 1899 году в деревне проживало 194 человека.
Согласно Всероссийской переписи, в 2002 году в деревне проживало 77 человек (37 мужчин и 40 женщин). По данным на 2005 год в деревне проживало 59 человек.

## История
До 2006 года деревня входила в Булатниковский сельский округ Ленинского района, а с 2006 до 2019 года в рамках организации местного самоуправления входила в городское поселение Видное Ленинского муниципального района.
С 2019 года входит в Ленинский городской округ.